# Scolitantides jezoensis
Scolitantides jezoensis är en fjärilsart som beskrevs av Matsumura 1929. Scolitantides jezoensis ingår i släktet Scolitantides och familjen juvelvingar. Inga underarter finns listade.